# Makedonska Radio Televizija
Makedonska Radio Televizija (en cirílico, Македонска Радио Телевизија; en español, «Radio Televisión Macedonia»), más conocida por sus siglas MRT, es la compañía de radiodifusión pública de Macedonia del Norte. Fue fundada en 1944 y actualmente gestiona tres canales de radio, tres canales de televisión y un sitio web multimedia.
MRT formó parte de la radiotelevisión yugoslava hasta que el Estado balcánico se independizó. Su programación cumple un servicio público y ofrece contenidos representativos de todo el país, con especial atención a las etnias y minorías lingüísticas. Es miembro de la Unión Europea de Radiodifusión desde enero de 1993.

## Historia
La radio pública de Macedonia del Norte comenzó como Radio Skopje el 28 de diciembre de 1944. Su primera emisión fue una reunión de la Asamblea Antifascista de Liberación Nacional de Macedonia (ASNOM). Años después fue integrada en la radiotelevisión yugoslava. Desde sus inicios dio cobertura a otras lenguas minoritarias, por lo que comenzó a emitir programas en albanés (desde 1948) y en turco (1955).
La televisión pública nació veinte años después, con las primeras emisiones regulares de Televizija Skopje (actual MRT 1) el 14 de diciembre de 1964. Seis años después se crearía el segundo canal. El grupo se trasladó en 1984 a una nueva sede conocida como MRT Center, un edificio de 25 plantas que fue el más alto de Macedonia hasta la inauguración de las Torres Cevahir. RTV Skopje cambió su nombre por el actual Makedonska Radio Televizija en 1991 y se mantuvo en la radiotelevisión yugoslava hasta su desaparición. Tras la independencia macedonia se convirtió en el ente público nacional del nuevo país.
MRT ingresó en la Unión Europea de Radiodifusión en enero de 1994, algo más tarde que otras empresas de radiodifusión de los Balcanes. Debido a la disputa sobre el nombre de Macedonia con Grecia, la radiotelevisión no pudo usar su denominación original y entró como MKRTV. En abril de 1997 se aprobó una ley de medios que estableció la división de la empresa pública de radiodifusión y la de radiotelevisión, además de un impuesto directo para su financiación. Y un año después MRT fue transformada en una empresa radiodifusora de servicio público.

## Servicios

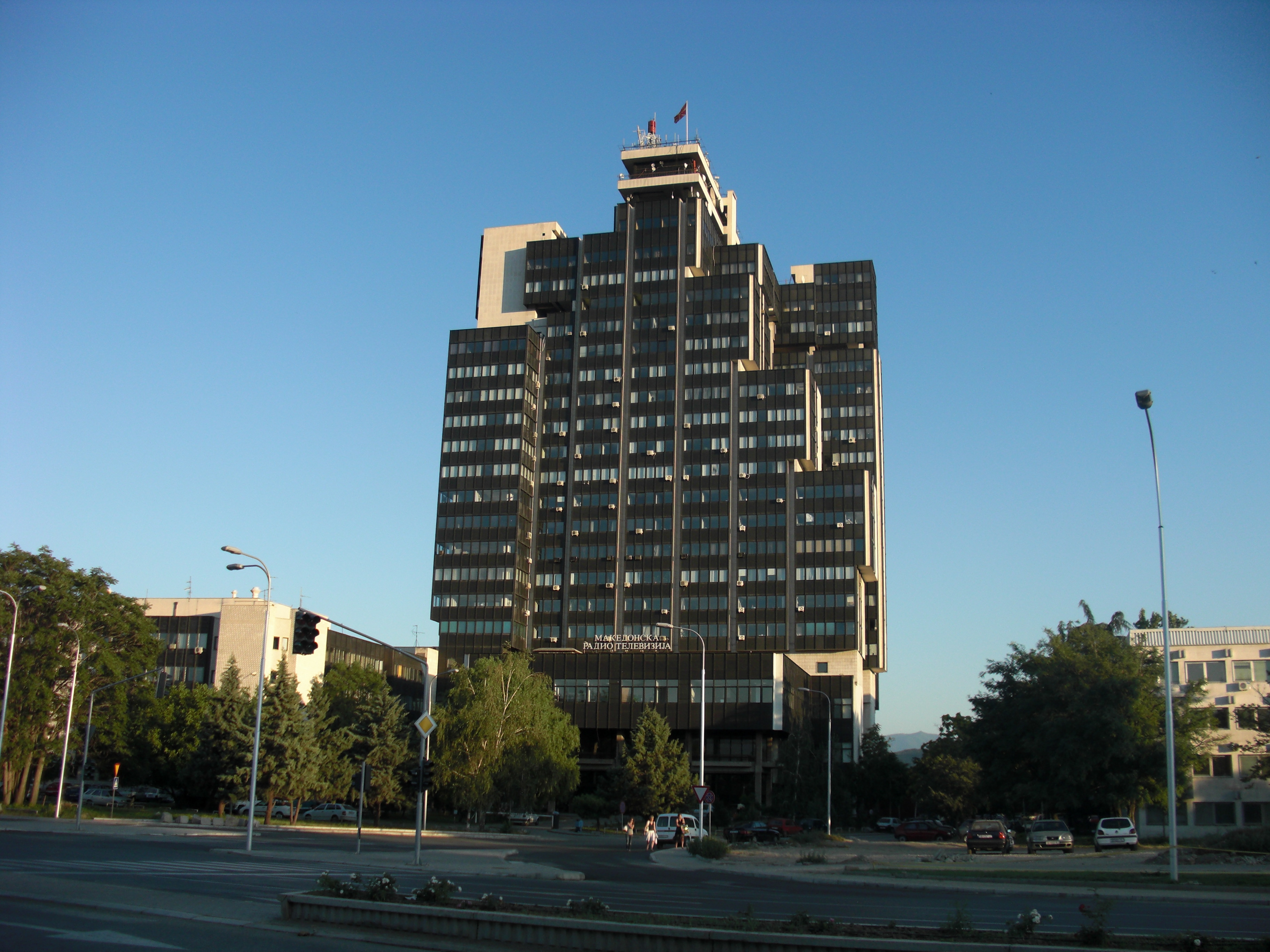
MRT Center, sede central de Makedonska Radio Televizija en Skopie.

### Radio
MRT gestiona cuatro emisoras de radio:
- MR 1: Programación generalista con boletines informativos, música y espacios de servicio público. Emite en macedonio.
- MR 2: Entretenimiento y música
- MR 3: Programación con espacios de servicio público para las minorías lingüísticas de Macedonia del Norte. Emite en albanés, turco, arumano, bosnio y serbio.
- MR SAT: Emisora internacional para la diáspora macedonia.

Logos

### Televisión
MRT cuenta con ocho canales de televisión: 
- MRT 1: Comenzó sus emisiones el 14 de diciembre de 1964. Su programación es generalista y emite en macedonio.[1]
- MRT 2: Comenzó sus emisiones en 1970 y está dirigido a la comunidad albanesa de Macedonia del Norte.[1]
- MRT 3: Programación deportiva y entretenimiento.
- MRT 4: Dirigido a las minorías lingüísticas del país: turcos, bosnios, serbios y romaníes.
- MRT 5: Programación infantil.
- MRT Sobraniski Kanal: Antigua MRT 3, comenzó a emitir en 1991. Durante sus primeros años fue una televisión cultural y alternativa, pero ahora emite solo sesiones parlamentarias.
- MRT Sat: Comenzó sus emisiones en 2000. Canal internacional.
- MRT 2 Sat: Comenzó sus emisiones en 2012. Programación en albanés.

Logos